# TV Bayern Live
TV Bayern Live ist ein Regionalmagazin für Bayern, das als landesweites Fensterprogramm bei RTL Television ausgestrahlt wird. Es wird seit Januar 2015 samstags von 17.45 Uhr bis 18.45 Uhr gesendet und ersetzt in Bayern in dieser Zeit das reguläre RTL-Programm. Die Sendung wird sonntags um 17 Uhr einheitlich auf den 16 bayerischen Regionalfernsehsendern noch einmal wiederholt.
Das Fensterprogramm wird in Augsburg produziert und von einer Gesellschaft veranstaltet, die sich aus münchen.tv, der Augsburger rt1.media group und TV Bayern, einem Zusammenschluss der bayerischen Regionalfernsehsender, zusammensetzt. Neben dem RTL-Fensterprogramm produziert diese auch noch die Politsendung PLENUM.TV, welche ebenfalls von den bayerischen Regionalsendern ausgestrahlt wird.
Bis Ende 2014 war der Sendeplatz des Regionalmagazins sonntags um 17.45 Uhr und es ersetzte dort die Sonntagsausgabe von Exclusiv – Das Starmagazin. Der Sendestart war im November 2009 als Ersatz für das vorher auf dem Sonntags-Sendeplatz ausgestrahlte Bayern-Journal, welches neben dem RTL-Fenster auch samstags noch ein Fensterprogramm bei Sat.1 ausstrahlte.

## Empfang
Die Sendung kann bayernweit über Kabelanschluss im Rahmen des RTL-Programms empfangen werden. Über Satellit kann RTL mit dem bayerischen Fensterprogramm unter der Kennung „RTL Bayern“ empfangen werden.
Bei der inzwischen eingestellten Ausstrahlung von RTL in den Großräumen München und Nürnberg über DVB-T war das Fensterprogramm ebenfalls verfügbar.